# Thelonious Alone in San Francisco
Thelonious Alone in San Francisco è un album del musicista jazz Thelonious Monk, pubblicato nel 1959 dall'etichetta Riverside Records.
Il materiale che compone il disco venne registrato in due sessioni studio organizzate dal produttore Orrin Keepnews alla Fugazi Hall di San Francisco il 21 e 22 ottobre 1959. L'occasione fu data dal fatto che la amatissima moglie Nellie (cui due anni prima aveva dedicato "Crepuscole with Nellie") era ricoverata per un'operazione in un vicino ospedale. Il geniale Keepnews decise allora di "approfittare" dell'occasione, registrando velocemente il primo e unico disco "solo" di Monk, che si trovava appunto "alone" (ed anche in una situazione emotiva particolare) a San Francisco.

## Tracce
1. Blue Monk – 3:44
2. Ruby, My Dear – 3:56
3. Round Lights – 3:34
4. Everything Happens to Me – 5:37
5. You Took the Words Right Out of My Heart – 4:01
6. Bluehawk – 3:37
7. Pannonica – 3:51
8. Remember – 2:41
9. There's Danger In Your Eyes, Cherie (take 2) – 4:18
10. There's Danger in Your Eyes, Cherie (take 1) – 4:05
11. Reflections – 5:06

(La traccia 10 è una bonus track disponibile solo nella ristampa in formato CD.)

## Crediti
- Thelonius Monk – pianoforte